# Malta (stanowisko archeologiczne)

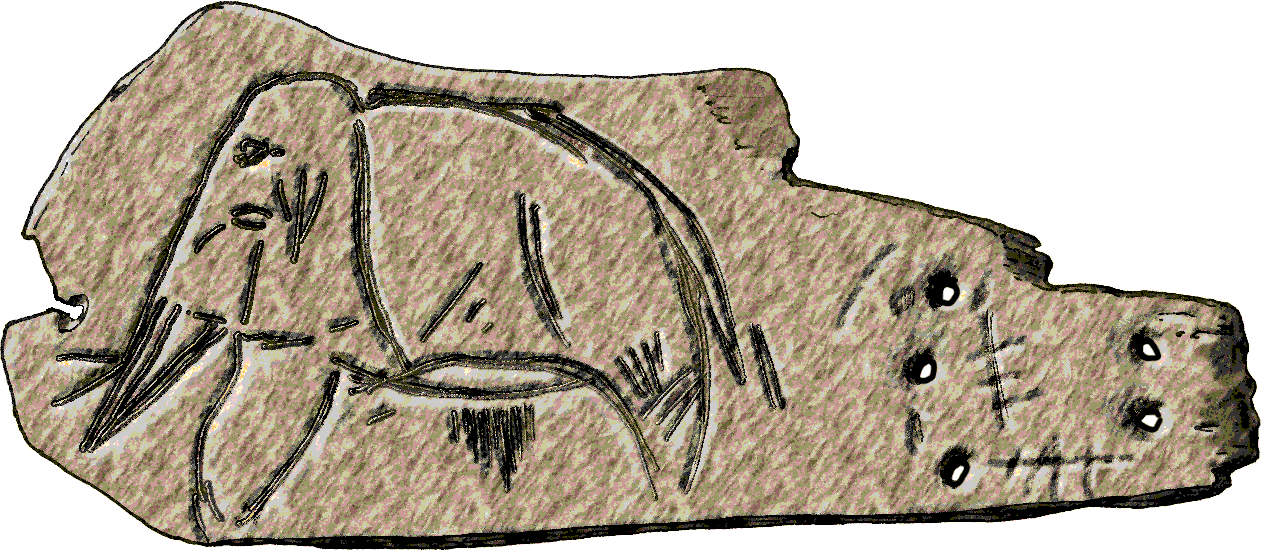
Płytka z ciosu mamuta z rytem przedstawiającym mamuta

Malta (ros. Мальта) – późnopaleolityczne otwarte stanowisko archeologiczne, położone nad brzegiem rzeki Biełaja w obwodzie irkuckim na Syberii w Rosji, 85 km na zachód od Irkucka. Stanowisko eponimiczne tzw. kultury Malta-Buret.
Stanowisko odkrył w 1928 r. na obrzeżu wsi Malta Michaił Gierasimow, który następnie prowadził jego eksplorację do 1958. 
Wiek stanowiska szacowany jest na okres między 23 a 15 tys. lat p.n.e. Odkryto na nim pozostałości 15 konstrukcji o charakterze mieszkalnym: większego podłużnego domu w formie półziemianki o długości 14 i szerokości 5–6 m oraz 14 mniejszych, okrągłych ziemianek o powierzchni 16–20 m², zagłębionych w ziemi na 60–70 cm. Ich ściany umocnione były płytami kamiennymi i długimi kośćmi zwierzęcymi, pośrodku zaś znajdowały się paleniska. Obiekty te przypuszczalnie zasiedlone były jedynie okresowo. Na stanowisku odkopano także bogato wyposażony w inwentarz grobowy pochówek młodzieńca, którego ciało pokryto ochrą.
Na terenie stanowiska w Malcie odnaleziono liczne narzędzia krzemienne i wyroby kościane, m.in. paciorki, igły, szydła, bransolety. Wśród artefaktów znajdują się także przykłady sztuki paleolitycznej: kościane figurki kobiece w odmiennym typie niż podobne znaleziska graweckie z terenu zachodniej Europy, rzeźby ptaków oraz płytka wykonana z ciosu mamuta z wizerunkiem mamuta.